# IC 1534
IC 1534 ist eine linsenförmige Galaxie vom Hubble-Typ S0 im Sternbild Andromeda am Nordsternhimmel. Sie ist schätzungsweise 242 Millionen Lichtjahre von der Milchstraße entfernt.
Das Objekt wurde am 6. Juli 1888 vom Astronomen Edward Emerson Barnard entdeckt.